# ماورا هیلی
ماورا هیلی (انگلیسی: Maura Healey؛ زادهٔ ۸ فوریهٔ ۱۹۷۱) سیاست‌مدار اهل آمریکا است.